# Acreo
Acreo Swedish ICT är ett svenskt forskningsinstitut inom elektronik, optik och relaterad kommunikationsteknik. Acreo Swedish ICT har cirka 135 anställda i Kista, Göteborg, Norrköping, Hudiksvall och Lund. Acreo Swedish ICT har tidigare haft verksamhet även i Jönköping.
Acreo Swedish ICT bildades 1999 genom en sammanslagning av Institutet för optisk forskning (IOF) och Industriellt mikroelektroniskt centrum (IMC). IOF bildades 1955 vid KTH och IMC hade en bakgrund i Institutet för mikrovågsforskning som bildades 1968.
Acreo Swedish ICT AB är ett dotterbolag till Swedish ICT Research AB. Sedan 1 september 2018 är Acreo en avdelning i Rise Research Institutes of Sweden.